# Sontaya Thotam
Sontaya Thotam (thailändisch สนธยา โททำ, * 9. April 1999) ist ein thailändischer Fußballspieler.

## Karriere
Sontaya Thotam stand bis Anfang August 2022 beim Drittligisten Kasem Bundit University FC unter Vertrag. Mit dem Verein aus der Hauptstadt Bangkok spielte er in der Bangkok Metropolitan Region der dritten Liga. Am 9. August 2022 wechselte er in die zweite Liga. Hier schloss er sich dem ebenfalls in Bangkok beheimateten Raj-Pracha FC an. Sein Zweitligadebüt gab er am 10. Dezember 2022 (17. Spieltag) im Auswärtsspiel gegen den Customs United FC. Hier stand er in der Startelf und stand die kompletten 90 Minuten auf dem Spielfeld. Raj-Pracha gewann das Spiel durch ein Tor von Ronnachai Rangsiyo mit 1:0. Nach nur einem Spiel kehrte er nach der Hinrunde wieder zum Kasem Bundit University FC zurück. Im Sommer 2024 wurde sein Vertrag um ein weiteres Jahr verlängert.